# Parco nazionale di Soči
Il parco nazionale di Soči (in russo Сочинский национальный парк?, Sočinskij nacional'nyj park) è un parco nazionale situato nel nord-ovest del Caucaso vicino alla città di Soči (Russia). L'area protetta copre una superficie totale di 1937 chilometri quadrati e confina con la riserva naturale del Caucaso a nord-est. Venne istituito nel 1983, divenendo così il primo parco nazionale della Russia. È visitato da circa 80000 turisti ogni anno.

## Flora
Il 95% del parco nazionale è dominato da foreste di montagna, che assumono un carattere subtropicale alle quote più basse e crescono con alberi dalle forme scheletriche e spettacolari sopra i 1700 m. Nel mezzo dominano le foreste temperate decidue e miste. Al di sopra della fascia caratterizzata da alberi rachitici c'è la fascia dei prati alpini, ma sono poche le montagne del parco che superano i 2000 m di altezza. La cima più alta è l'Aibga (2509 m).

## Fauna
La riserva è caratterizzata da una ricca biodiversità e ospita oltre 250 specie di vertebrati. Tra i grandi mammiferi che popolano la riserva ricordiamo bisonti, cervi maral, caprioli, camosci, stambecchi del Caucaso occidentale, orsi bruni, cinghiali, lupi, sciacalli dorati, volpi rosse, tassi, lontre caucasiche e linci. Tra i piccoli mammiferi si segnalano lo scoiattolo persiano e il raro miniottero. Nella zona si trovano diverse grandi specie di rapaci, tra cui aquile reali, aquile delle steppe, aquile imperiali e falchi pescatori. Le 126 specie di uccelli del parco includono anche il grifone, il gipeto, il gallo forcello del Caucaso e il tetraogallo del Caucaso.
Tra le 17 specie di rettili sono degni di nota la testuggine greca, la vipera del Caucaso, il saettone, il colubro caspico, il colubro saetta, la biscia tassellata, la biscia dal collare, il ramarro gigante, la lucertola agile, la lucertola dei prati, la lucertola delle rocce, l'orbettino orientale e lo pseudopo. Le nove specie di anfibi comprendono anche due specie in via di estinzione: il tritone fasciato meridionale (Ommatotriton vittatus) e il pelodite del Caucaso. Tra le specie di pesci locali ricordiamo la trota atlantica, l'alburno comune e l'alburnoide di fiume.
Un progetto realizzato dal WWF e dal governo russo sta perseguendo la reintroduzione nel Caucaso occidentale del leopardo persiano, che si trova solo sporadicamente nella parte orientale della catena montuosa. A tal fine, alcuni esemplari provenienti dal Turkmenistan sono stati trasferiti in grandi recinti all'aperto nel Caucaso: la loro prole verrà in seguito rilasciata in natura. Per ora l'unico "grande felino" non estinto in territorio eurasiatico.